# アルブレヒト・アヒレス (ブランデンブルク選帝侯)

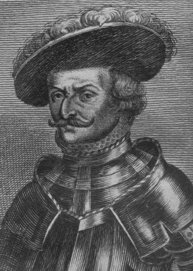
アルブレヒト・アヒレス

アルブレヒト1世アヒレス・フォン・ブランデンブルクまたはアルブレヒト・アヒレス（Albrecht (I) Achilles von Brandenburg, 1414年11月9日 - 1486年3月11日）は、ブランデンブルク＝アンスバッハ辺境伯（在位：1440年 - 1486年）、ブランデンブルク＝クルムバッハ辺境伯（在位：1457年 - 1486年）、ブランデンブルク選帝侯（在位：1470年 - 1486年）。フリードリヒ1世と下バイエルン＝ランツフート公フリードリヒの娘エリーザベトの3男。ブランデンブルク＝クルムバッハ辺境伯ヨハン（錬金術伯）、ブランデンブルク選帝侯フリードリヒ2世の弟である。

## 生涯
1440年の父の死後、アンスバッハ侯領を継承した。しかし、彼が抱いた「フランケン公」創設の計画は、特にニュルンベルクの抵抗（第一次辺境伯戦争）によって頓挫した。1457年に長兄のヨハンの退位を受けてブランデンブルク＝クルムバッハ侯領を相続した。また、1470年に次兄のフリードリヒ2世も退位すると、ブランデンブルク選帝侯位をも獲得した。こうして フランケン地方におけるホーエンツォレルン家の全所領がアルブレヒトのものとなり、当時の有力諸侯の一人となった。
副え名の「アヒレス」（＝アキレウス）は、後の教皇ピウス2世が授けたものである。彼は戦争司令官として、あるいは外交官として政治上の活動を続けた。彼がブランデンブルクの統治権を手に入れた後、1472年に年来のポンメルンとの戦争終結に成功した。
1473年にホーエンツォレルン家の家内法として『Dispositio Achillea（アヒレスの処分状）』を策定した。これは、ブランデンブルク選帝侯領の分割について文書化して定めたものである。この文書は選帝侯位について、その時の最年長の息子だけがこれを継承することを定めた。同年、アルブレヒトはブランデンブルク選帝侯位の第一相続人として長男のヨハン・ツィーツェロを指名した。
1460年にアンスバッハを宮廷所在地と定め、1469年にはゼッケンドルフのレーエンであったトリースドルフを獲得した。トリースドルフは、後にブランデンブルク＝アンスバッハ辺境伯の狩り場となる。
1486年、マクシミリアン1世をローマ王として選出することとなるフランクフルトでの帝国会議で重病に倒れた。その後回復できないまま、1486年3月11日にこの地で亡くなった。同年6月19日にハイルスブロンの修道院教会に葬られた。遺領は3人の息子に分割相続され、ブランデンブルクはヨハン・ツィーツェロが、アンスバッハはフリードリヒ2世が、クルムバッハはジークムントが相続した。

## 子女
1445年にバーデン辺境伯ヤーコプ1世の娘マルガレーテ（1431年 - 1457年10月24日、アンスバッハ）と結婚。
- ヴォルフガング（1450年）
- ウルズラ（1450年 - 1508年） - 1467年にミュンスターベルク公ハインリヒ1世と結婚。
- エリーザベト（1451年 - 1524年） - 1467年にヴュルテンベルク公エーバーハルト2世と結婚。
- マルガレータ（1453年 - 1509年） - 1476年から1490年までホーフ女子修道院長。
- ヨハン・ツィーツェロ（1455年 - 1499年） - ブランデンブルク選帝侯
- フリードリヒ - 夭折

1458年11月12日、ザクセン選帝侯フリードリヒ2世の娘アンナ（1437年 - 1512年）と再婚。
- フリードリヒ5世（1460年 - 1536年） - 1486年からブランデンブルク＝アンスバッハ辺境伯、1495年からブランデンブルク＝クルムバッハ辺境伯を兼ねる。
- アマーリエ（1461年 - 1481年） - 1478年にプファルツ＝ツヴァイブリュッケン公カスパーと結婚。
- アンナ（1462年 - 1462年）
- バルバラ（1464年 - 1515年） - 1472年にグウォグフ公ヘンリク11世と結婚。1476年にボヘミア王兼ハンガリー王ウラースロー2世と再婚したが、1500年に離婚した。
- アルブレヒト（1466年）
- ジビュレ（1467年 - 1524年） - 1481年にユーリヒ＝ベルク公ヴィルヘルムと結婚。
- ジークムント（1468年 - 1495年） - 1486年からブランデンブルク＝クルムバッハ辺境伯。
- アルブレヒト（1470年）
- ドロテア（1471年 - 1520年） - バンベルク女子修道院
- ゲオルク（1472年 - 1476年）
- エリーザベト（1474年 - 1507年） - 1491年にヘンネベルク＝アシャッハ伯ヘルマン8世と結婚。
- マグダレーネ（1476年 - 1480年以前）
- アナスタージア（1478年 - 1534年） - 1500年にヘンネベルク＝シュロイジンゲン伯ヴィルヘルム7世と結婚。